# センチネル・アジア
センチネル・アジア（英語:Sentinel Asia）は、地球観測衛星など宇宙技術を使って得たアジア太平洋域の災害関連情報をインターネット上で共有し、台風、洪水、地震、津波、火山噴火、山火事など自然災害被害を軽減、予防することを目的とするアジア太平洋地域宇宙機関会議（略称APRSAF）が推進する国際協力プロジェクト。

## 概要
センチネル・アジアは、2005年に日本の宇宙航空研究開発機構(JAXA)が提唱し、アジア太平洋地域宇宙機関会議（略称APRSAF）が推進を決定した国際プロジェクト。アジアにおける防災・減災活動を支援するため、JAXAなどアジア各国の政府機関が保有する地球観測衛星で取得した衛星画像を、衛星を保有しない国を含めたアジア各国へ、衛星やインターネットの通信を利用し配信するシステム。2006年にプロジェクトチームが発足。
2006年1月に打ち上げられたJAXAの陸域観測技術衛星「だいち」（ALOS）の画像も、「センチネル・アジア」に提供され、自然災害被害の把握などに貢献している。さらに2008年2月には、日本の超高速インターネット衛星きずな（WINDS）も打ち上げられ、ブロードバンド環境の整っていないアジア太平洋の地域や島々でも、地上受信局を設置すれば、日本から配信された衛星データを受信することが可能になった。
2011年7月現在、24カ国、66機関、10国際機関が参加し、その利用や実績は着実に広がっている。計画初期段階STEP1を終了し、次段階STEP2に移行した。「センチネアルアジアSTEP2」システム自体は2009年10月より試験運用を開始し、2010年3月31日より本格稼働を開始した。2010年10月タイ南部洪水、2011年3月11日東日本大震災の際に緊急観測などが行われた。

## 情報共有手段
Digital Asia（慶應義塾大学）が提供するウェブGISプログラムによって、社会・経済情報、地図情報、災害情報などデータを重ね合わせ、情報共有を行う。東南アジアなどの国からもセンチネルアジアのシステムにアクセスしやすいよう、日本の中央サーバ以外に、タイ王国とフィリピンに地域サーバを設置してある。配信システムには富士通が協力している。

## プロジェクト工程表
- STEP 1: センチネル・アジアの基幹となる情報共有、配信システムの導入、（2006年2月 - 2007年12月)
- STEP 2: 衛星コミュニケーション新システムによる情報配信の拡大　（2008年 - 2012年)
- STEP 3: 統合的な「アジア太平洋地域災害管理・支援システム」（DMSS）の確立(2013年以降)

## 利用衛星

### 運用中
- だいち2号（ALOS-2）（宇宙航空研究開発機構 (JAXA)）
- KhalifaSat（ムハンマド・ビン・ラシッド宇宙センター（英語版））
- Diwata-2（英語版）（フィリピン宇宙庁）
- NovaSAR-1（フィリピン宇宙庁）
- FORMOSAT-5（台湾国家宇宙センター）
- Resourcesat-1（英語版）（インド宇宙研究機関）
- THEOS （タイ地理情報・宇宙技術開発機関）
- VNREDSat-1A（ベトナム）

### 予定
- X-SAT （シンガポール南洋理工大学、国防科学研究所ナショナル・ラボラトリーズ）
- アリラン2号（KOMPSAT-2）（韓国航空宇宙研究院）
- アリラン5号（KOMPSAT-5）（韓国航空宇宙研究院）

### 運用終了
- だいち （ALOS）（JAXA）-2011年5月12日運用停止
- きずな（WINDS）（JAXA）－データ配信
- CARTOSAT-1（インド宇宙研究機関）
- FORMOSAT-2（フォルモサット・ツー）（台湾国家宇宙センター）
- アリラン1号（KOMPSAT-1）（韓国航空宇宙研究院）

## 加盟国・団体
24カ国、66機関、10国際機関が加盟（2011年7月）。

### 加盟国
- アジア太平洋地域宇宙機関会議「APRSAF」

1. オーストラリア
2. バングラデシュ
3. ブータン
4. ブルネイ
5. カンボジア
6. 中華人民共和国
7. フィジー
8. インド
9. インドネシア
10. 日本
11. カザフスタン
12. 韓国
13. キルギス
14. ラオス
15. マレーシア
16. モンゴル
17. ミャンマー
18. ネパール
19. フィリピン
20. シンガポール
21. スリランカ
22. 中華民国
23. タイ王国
24. ベトナム

### 国際機関
1. アジアン工科大学（AIT）
2. アセアン事務局（ASEAN）
3. アジア太平洋経済社会委員会（UNESCAP）
4. 国際連合宇宙局（UNOOSA）
5. 国際総合山岳開発センター（ICIMOD）
6. 東・東南アジア地球科学計画調整委員会 （CCOP）
7. 水災害・リスクマネジメント国際センター（ICHARM UNESCO）
8. アジア防災センター （ADRC）
9. 南太平洋応用地球科学委員会（SOPAC）
10. 世界銀行(WB)